# Berberis engleriana
Berberis engleriana är en berberisväxtart som beskrevs av Schneider. Berberis engleriana ingår i släktet berberisar, och familjen berberisväxter. Inga underarter finns listade i Catalogue of Life.